# Suzuki Hayabusa
Suzuki Hayabusa (або GSX1300R) — мотоцикл класу спорт-турист, що виготовляється японською компанією Suzuki з 1999 року. Він відразу ж завоював визнання як найшвидший серійний мотоцикл у світі, з максимальною швидкістю 188—194 миль на годину (303—312 км/год).
Hayabusa японською означає «сокіл-сапсан» — птах, який часто служить метафорою для швидкості завдяки вертикальним зануренням під час полювання і розвиває швидкість від 180 до 202 миль на годину (від 290 до 325 км/год), що робить його найшвидшим з усіх птахів. Зокрема, вибір назви було зроблено тому, що сапсан полює на дроздів, таким чином, назва відображає наміри оригінальної Hayabusa повалити Honda CBR1100XX Super Blackbird, найшвидший серійний мотоцикл у світі. Зрештою, Хаябуса вдалося перевершити Super Blackbird на цілих 10 миль на годину (16 км/год).
З 1999 по 2007 рік виготовлялось перше покоління Хаябуси, в 2008 році представлене друге покоління.

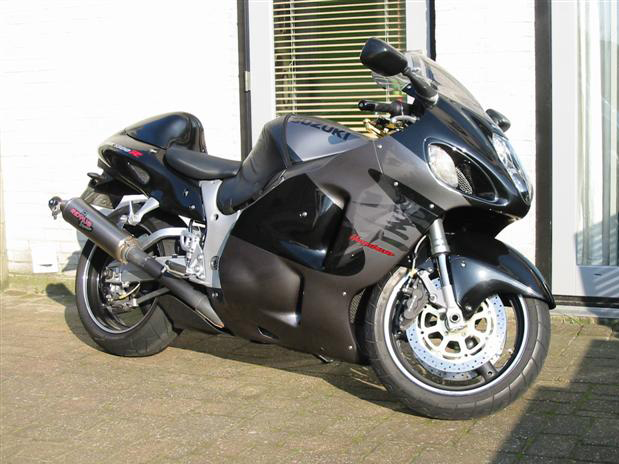
Suzuki GSX1300R Hayabusa (1999—2007)
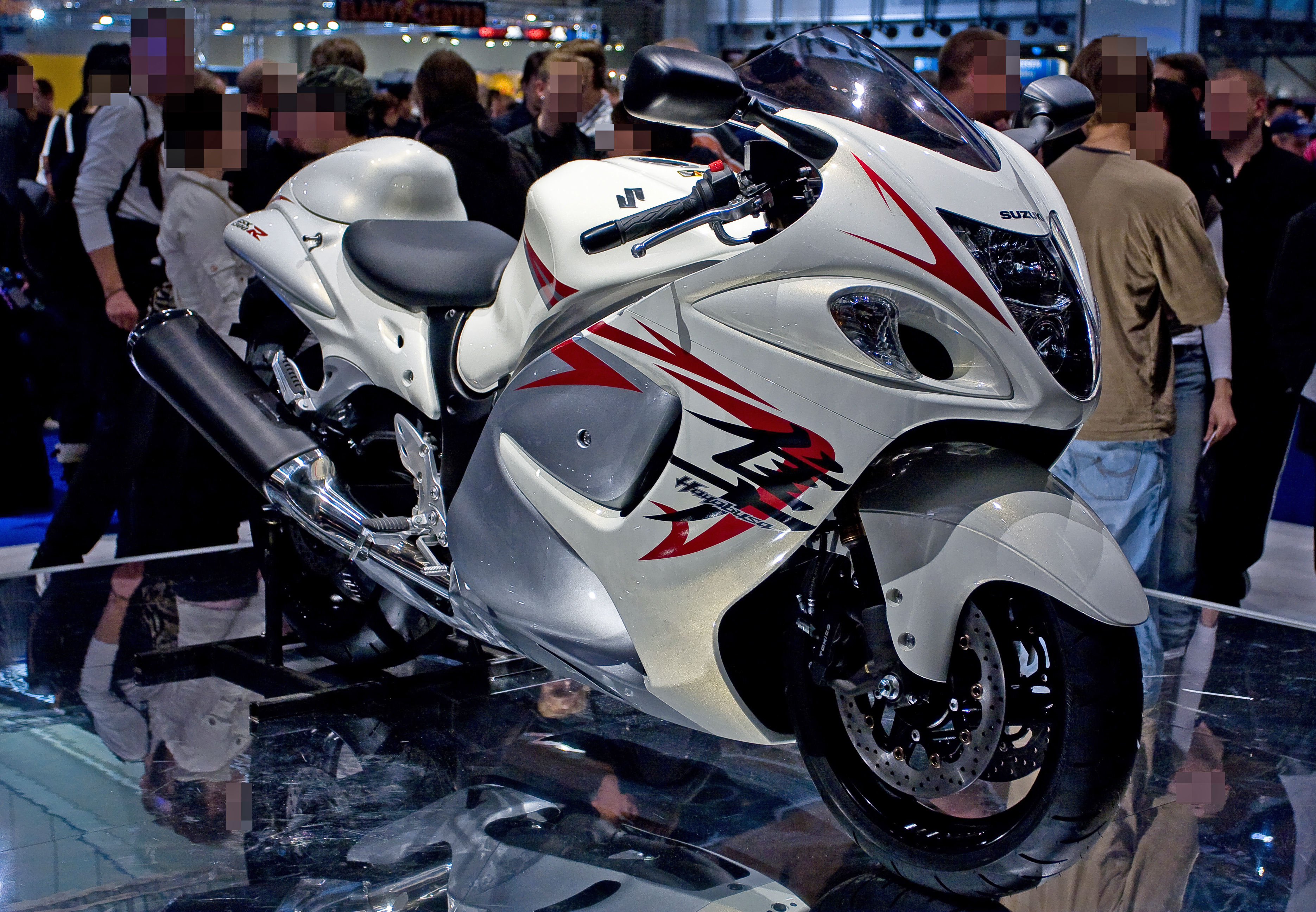
Suzuki GSX1300R Hayabusa (з 2008)